# HD 12661 c
HD 12661 c – gazowy olbrzym co najmniej 1,9 raza masywniejszy od Jowisza, obiegający gwiazdę HD 12661. Jest drugą planetą odkrytą w tym systemie. Krąży po lekko ekscentrycznej orbicie poza ekosferą gwiazdy, a oddziaływanie grawitacyjne obu planet prawdopodobnie uniemożliwia istnienie stabilnych orbit w jej obrębie.